# Ügyészségi fogalmazó
Az ügyészségi fogalmazó egy jogi végzettséget igénylő foglalkozás. Az ügyészségi fogalmazó kinevezéséről a legfőbb ügyész dönt; járandóságára az Üjt. rendelkezései irányadók.
A jogvégzett ügyészségi fogalmazó a jogi gyakorlat ismereteit sajátítja el, ezáltal válik alkalmassá az ügyészségi tevékenységre. Szakvizsgáinak  letétele után alügyész lehet, illetve újabb gyakorlat és újabb szakvizsga után ügyész kinevezést kaphat.
Az ügyészségi fogalmazó nem lehet tagja pártnak, és nem folytathat politikai tevékenységet.

## Kinevezésének feltételei
Az ügyészségi fogalmazó kinevezéséről a legfőbb ügyész dönt. Feltételei:
- magyar állampolgárság,
- büntetlen előélet,
- egyetemi jogi végzettség.

## Feladatai
Bírósági eljárásban a vád képviseletét - törvényben meghatározott esetben - ügyészségi fogalmazó is elláthatja.